# Feisal Salum
Feisal Salum Abdalla (ur. 11 stycznia 1998) – tanzański piłkarz grający na pozycji środkowego pomocnika. Od 2018 jest zawodnikiem klubu Young Africans SC.

## Kariera klubowa
Swoją karierę piłkarską Salum rozpoczął w klubie JKU SC. W 2016 roku zadebiutował w nim. W sezonach 2016/2017 i 2017/2018 wywalczył z nim dwa mistrzostwa Zanzibaru. W 2018 roku przeszedł do Young Africans SC. W sezonach 2018/2019, 2019/2020 i 2020/2021 wywalczył z nim trzy mistrzostwa Tanzanii, a w sezonie 2021/2022 został mistrzem tego kraju.

## Kariera reprezentacyjna
W reprezentacji Tanzanii Salum zadebiutował 16 października 2018 roku w wygranym 2:0 meczu kwalifikacji do Pucharu Narodów Afryki 2019 z Republiką Zielonego Przylądka, rozegranym w Dar es Salaam. W 2019 roku powołano go do kadry na Puchar Narodów Afryki 2019. Zagrał w nim w dwóch meczach grupowych: z Senegalem (0:2) i z Algierią (0:3).
Salum ma za sobą występy także w reprezentacji Zanzibaru, w której zadebiutował 5 grudnia 2017 roku w wygranym 3:1 meczu CECAFA Cup 2017 z Rwandą, rozegranym w Machakos